# Línea C-6 (Cercanías Asturias)
La línea C-6, anteriormente denominada F-6 (hasta 2012) y C-6f (2012-2021), es una línea de cercanías por vía estrecha de la red de Cercanías de Asturias gestionada por Renfe Cercanías AM. La línea recorre los concejos de Oviedo, Siero, Nava y Piloña. 

## Ruta
Discurre íntegramente por la línea Oviedo-Santander de Adif, entre las estaciones de Oviedo e Infiesto-Apeadero. El recorrido tiene una longtitud de 47,70 kilómetros y cuenta con 20 estaciones.
La línea está electrificada entre Oviedo y Ribadesella y equipada de doble vía en el tramo entre Oviedo y La Carrera de Siero. Está prevista extender la vía doble hasta Pola de Siero.

## Servicios
Comparte la infraestructura con servicios regionales entre Oviedo, Llanes y Santander y – en la sección Oviedo-El Berrón – con servicios semidirectos Gijón-El Berrón-Oviedo. Se cruza con la línea C-5 Gijón-Laviana en la Estación de El Berrón. En la Estación de Oviedo enlaza con la línea línea C-7 Oviedo-San Esteban de Pravia y servicios regionales a Ferrol, y con las líneas C-1, C-2 y C-3 de Renfe Cercanías.
La línea fue extendida hasta la estación de Infiesto-Apeadero en el 2009. Hasta el 2012, la línea era operada por FEVE, pasando a ser operada por Renfe Operadora, mediante la división comercial Renfe Cercanías AM, el 1 de enero de 2013.
En el 2019, cuenta con 11 frecuencias diarias por sentido en días laborables que recorren el trayecto entre Oviedo e Infiesto Apeadero en aproximadamente una hora y cuarto. Los servicios de la línea son complementados por 15 frecuencias diarias entre Nava y Oviedo y por tres frecuencias por sentido de trenes regionales procedentes o con destino Santander o Llanes.
Contaba, en el 2016, con 1463 viajeros diarios, un 31,6% menos que en 2008.